# Demotix
Demotix est un portail web de journalisme citoyen et une agence de photographie. D'autres portails de journalisme citoyen sont par exemple Wikinews, iReport (en) de CNN et, entre autres, MeriNews. Sa raison d'être est de donner aux journalistes indépendants et amateurs de partager leurs propres informations basées sur la méthode de photojournalisme, faisant du site un système de contenu généré par les utilisateurs. Le droit d'auteur de ce contenu photographique peut être vendu aux médias de masse. Le site a fut lancé en janvier 2009 par le CEO Turi Munthe et le COO Jonathan Tepper, étant l'entreprise basée à Londres, Royaume-Uni. Le principal objectif de Demotix est « d'aider le journalisme » agissant comme pont entre les journalistes indépendants et les médias traditionnels.